# زادآوری در طبیعت
زادآوری در طبیعت (به انگلیسی: Breeding in the wild) فرایند طبیعی تولیدمثل جانوران است که در زیستگاه طبیعی یک گونه خاص رخ می‌دهد. این اصطلاح متمایز از دامپروری یا پرورش گونه‌ها در اسارت است. مکان‌های پرورش اغلب برای نیازهای بسیار خاص پناهگاه و نزدیکی به غذا انتخاب می‌شوند. افزون بر این، فصل تولیدمثل یک پنجره زمانی خاص است که برای هر گونه تکامل یافته‌است تا با گونه‌های آناتومیک، آیین جفت‌گیری، یا اقلیمی و سایر عوامل بوم‌شناختی سازگار باشد. بسیاری از گونه‌ها برای رسیدن به مکان‌های مورد نیاز تولیدمثل، فاصله قابل توجهی را مهاجرت می‌کنند. برخی از ویژگی‌های مشترک برای گونه‌های مختلف در قلمرو جانوران اعمال می‌شود، که این ویژگی‌ها اغلب در بین دوزیستان، خزندگان، پستانداران، پرندگان، بندپایان و شکل‌های زندگی پایین‌تر دسته‌بندی می‌شوند.